# Gudagumnal, Ramdurg
Gudagumnal là một làng thuộc tehsil Ramdurg, huyện Belgaum, bang Karnataka, Ấn Độ.